# Adam Assimi
Adam Assimi är en friidrottare från Benin. Han deltog vid olympiska sommarspelen 1980.